# Julián Sánchez Pimienta
Julián Sánchez Pimienta (Zafra, España, 26 de febrero de 1980) es un ciclista español.
Debutó como profesional en 2004 con el equipo Fassa Bortolo.
Solamente consiguió una victoria en su carrera como profesional. Aun así, la victoria fue en una prueba UCI ProTour como es la Volta a Cataluña, en la etapa reina de la edición 2009, con final en Vallnord, Andorra.

## Palmarés
2009
- 1 etapa de la Volta a Cataluña

## Resultados en Grandes Vueltas
| Carrera | Carrera         | 2004  | 2005 | 2006 | 2007  | 2008 | 2009 | 2010 | 2011 | 2012 |
| ------- | --------------- | ----- | ---- | ---- | ----- | ---- | ---- | ---- | ---- | ---- |
|         | Giro de Italia  | —     | —    | —    | —     | —    | —    | —    | —    | —    |
|         | Tour de Francia | —     | —    | —    | —     | —    | —    | —    | —    | —    |
|         | Vuelta a España | 105.º | 33.º | —    | 123.º | —    | 79.º | —    | —    | —    |

—: no participa

Ab.: abandono

## Equipos
- Fassa Bortolo (2003[2] -2005)
- Comunidad Valenciana (2006)
- Relax (2007)
- Contentpolis-AMPO (2008-2009)
- Élite (2010)
- Caja Rural (2011-2012)